# Joke Devynck
Joke Devynck (Poperinge, Bélgica, 10 de octubre de 1972) es una actriz belga. Ha rodado más de treinta películas desde 1994.

## Vida personal
Durante 19 años convivió con el actor flamenco Johan Heldenbergh en Hofstade, Aalst, Bélgica. El 17 de septiembre de 2013 se hizo pública su separación. Tienen tres niños; dos son gemelos.
En las Elecciones generales de Bélgica de 2010 Devynck fue candidata por el partido Groen.

## Filmografía seleccionada
| 2013 | El Veredicto |
| 2010 | Zot van A.   |
| 2005 | Gilles       |

| Año       | Título | Función         | Notas |
| --------- | ------ | --------------- | ----- |
| 2007-2008 | Sara   | Esther Bossiers |       |